# La Torre (Tabasco)
La Torre es una localidad del municipio de Balancán ubicado en la subregión de los Ríos del estado mexicano de Tabasco.

## Geografía
La localidad se ubica a 39.5 kilómetros (en dirección este) de la localidad de Balancán de Domínguez, la cabecera y lugar más poblado del municipio. Se sitúa en las coordenadas geográficas 17°54′27″N 91°10′44″O / 17.907500, -91.178889, a una elevación de 64 metros sobre el nivel del mar.

## Demografía
Según el Conteo de Población y Vivienda 2020, efectuado por el Instituto Nacional de Estadística y Geografía, la localidad de La Torre tiene 12 habitantes, de los cuales 6 son del sexo masculino y 6 del sexo femenino. Su tasa de fecundidad es de 3.75 hijos por mujer y tiene 3 viviendas particulares habitadas.
| Gráfica de evolución demográfica de La Torre entre 1990 y 2020 |
|                                                                |
| INEGI.                                                         |